# Джон Ханкок Център
Джон Ханкок Център (на английски: John Hancock Center) е 100-етажен небостъргач намиращ се на „875 N. Michigan Ave.“, Чикаго, Илинойс, САЩ.
Височината на зданието е 344 метра, проектирано е от Фазлур Хан от компанията „Skidmore, Owings and Merrill“ и е завършено през 1969 година.
„Джон Ханкок Център“ е третата най-висока сграда в Чикаго и четвърта в САЩ, след Сиърс Тауър, Емпайър Стейт Билдинг и АОН Център.
В небостъргача са разположени ресторанти, офиси и апартаменти. На 44-тия етаж има плувен басейн.